# سرجینیو دست
سرجیو دست (انگلیسی: sergio Dest؛ زادهٔ ۳ نوامبر ۲۰۰۰) بازیکن فوتبال اهل آمریکا است که برای باشگاه فوتبال آیندهوون بازی می‌کند.

## تیم‌های باشگاهی

### آژاکس
دست تا سال ۲۰۱۲ برای آکادمی جوانان شهر آلمر بازی کرد و بعد به آکادمی جوانان آژاکس رفت. در ابتدا مهاجم بود، وی با کمک باشگاه پیشرفت کرد تا اینکه تغییر پست داد و در پست مدافع جلوزن قرار گرفت. دست اولین بازی خود را در تاریخ ۱۵ اکتبر ۲۰۱۸ انجام داد. دست هفت بار در لیگ معتبر جوانان یوفا حضور یافت و یک گل به ثمر رساند و یک پاس گل داد.

### بارسلونا
دست در اکتبر ۲۰۲۰ با عقد قراردادی ۵ ساله به بارسلونا پیوست. این انتقال ۲۱ میلیون یورو به علاوهٔ ۵ میلیون یورو پاداش، برای بارسلونا هزینه داشت. او اولین گلش را برای باشگاه فوتبال بارسلونا در برابر باشگاه فوتبال دینامو کی یف به ثمر رساند و به مارتین بریتویت پاس گل داد.

### میلان
در تاریخ ۱ سپتامبر ۲۰۲۲ این بازیکن با قراردادی قرضی به میلان پیوست.

## آمار ملی

### بازی‌های ملی
تا تاریخ ۲۱ نوامبر ۲۰۲۳
| آمریکا | آمریکا | آمریکا | آمریکا |
| سال    | بازی   | گل     | پاس گل |
| ------ | ------ | ------ | ------ |
| ۲۰۱۹   | ۳      | ۰      | ۱      |
| ۲۰۲۰   | ۲      | ۰      | ۰      |
| ۲۰۲۱   | ۱۰     | ۲      | ۱      |
| ۲۰۲۲   | ۸      | ۰      | ۱      |
| ۲۰۲۳   | ۹      | ۰      | ۲      |
| مجموع  | ۳۲     | ۲      | ۵      |

### گل‌های ملی
| شماره | تاریخ         | میزبان       | بازی ملی | حریف      | نتیجه | رقابت                  |
| ----- | ------------- | ------------ | -------- | --------- | ----- | ---------------------- |
| ۱     | ۲۵ مارس ۲۰۲۱  | وینر نویشتات | ۶        | جامائیکا  | ۴–۱   | دوستانه                |
| ۲     | ۱۳ اکتبر ۲۰۲۱ | کلمبوس       | ۱۵       | کاستاریکا | ۲–۱   | مقدماتی جام جهانی ۲۰۲۲ |

## افتخارات
آژاکس
- جام یوهان کرایف: ۲۰۱۹

فردی
- بازیکن جوان سال فوتبال مردان ایالات متحده آمریکا: ۲۰۱۹[۸]
- استعداد سال باشگاه آژاکس: ۲۰۲۰